# 沙特中央银行
沙烏地阿拉伯貨幣局 （阿拉伯语：‎），建立於1952年，為沙烏地阿拉伯王國的中央銀行，其職能包括發行貨幣、監督商業銀行、管理外匯儲備、促進價格和匯率的穩定，以及確保金融體系的發展和穩健。

## 歷史
在沙烏地阿拉伯貨幣局設立以前，隸屬於荷蘭貿易協會分行之一的沙特荷蘭銀行為自1926年以來沙烏地阿拉伯實際上的中央銀行，主要負責王國的黃金儲備與原油稅收。1928年，在沙特國王阿卜杜勒-阿齊茲·本·阿卜杜拉赫曼·本·費薩爾·阿勒沙特的命令下，該銀行協助建立了新的沙烏地銀幣，並成為了沙烏地阿拉伯第一個獨立貨幣。1952年沙烏地阿拉伯貨幣局成立之後，便接收了沙特荷蘭銀行的職權，並成為了王國內其他外國銀行的基準。
1. ↑  . Saudi Hollandi Bank.   [26 May 2013]. （原始内容存档于2016-06-30）.
2. ↑  Albert Habib Hourani; Philip Shukry Khoury; Mary Christina Wilson. . University of California Press. 1993: 587  [2016-07-05]. ISBN 978-0-520-08241-0. （原始内容存档于2014-10-19）.
3. ↑  . Saudi Hollandia Bank.